# Блатне
Блатне (словац. Blatné) — село, громада округу Сенець, Братиславський край, південно-західна Словаччина. Кадастрова площа громади — 16,32 км².
Населення 1805 осіб (станом на 31 грудня 2017 року).

## Історія
Блатне згадується в 1245 році.

## Населення
| Рік:            | 1994. | 2004.    | 2014.    | 2024.   |
| --------------- | ----- | -------- | -------- | ------- |
| Кількість осіб: | 1288  | 1506     | 1742     | 1808    |
| Різниця:        |       | +16,92 % | +15,67 % | +3,78 % |

| Рік:            | 2023. | 2024.   |
| --------------- | ----- | ------- |
| Кількість осіб: | 1834  | 1808    |
| Різниця:        |       | -1,41 % |